# Wladimir Wladimirowitsch Graudyn
Wladimir Wladimirowitsch Graudyn (russisch Владимир Владимирович Граудынь, wiss. Transliteration Vladimir Vladimirovič Graudyn'; * 26. August 1963 in Moskau, RSFSR, Sowjetunion) ist ein ehemaliger russischer Mittelstreckenläufer, der für die Sowjetunion an den Start ging. Seinen größten Erfolg feierte er mit dem Gewinn der Silbermedaille über 800 Meter bei den Hallenweltmeisterschaften 1987 in Indianapolis. Er ist mit der ehemaligen Hürdenläuferin Julija Graudyn verheiratet.

## Sportliche Laufbahn
Erste internationale Erfahrungen sammelte Wladimir Graudyn im Jahr 1986, als er bei den Europameisterschaften in Stuttgart mit 1:47,50 min im Halbfinale im 800-Meter-Lauf ausschied. Im Jahr darauf gewann er bei den Halleneuropameisterschaften in Liévin in 1:49,14 min die Silbermedaille hinter dem Niederländer Rob Druppers. Kurz darauf gewann er dann bei den Hallenweltmeisterschaften in Indianapolis in 1:47,68 min die Silbermedaille hinter dem Brasilianer José Luíz Barbosa. Im August schied er bei den Weltmeisterschaften in Rom mit 1:45,36 min im Halbfinale aus. 1988 nahm er an den Olympischen Sommerspielen in Seoul teil und schied dort mit 1:47,07 min im Viertelfinale aus. 1991 beendete er seine aktive sportliche Karriere im Alter von 28 Jahren.
In den Jahren 1986 und 1987 wurde Graudyn sowjetischer Hallenmeister im 800-Meter-Lauf.

## Persönliche Bestleistungen
- 800 Meter: 1:44,10 min, 2. Juli 1988 in Oslo
  - 800 Meter (Halle): 1:47,2 min, 25. Januar 1987 in Moskau